# 沖縄県道197号嘉手苅屋原線
沖縄県道197号嘉手苅屋原線（おきなわけんどう197ごう かでかりやーばるせん）は沖縄県宮古島市下地嘉手苅と上野屋原とを結ぶ一般県道。

## 概要

### 区間
- 起点：宮古島市下地字嘉手苅（国道390号）
（実際の起点は宮古島市下地字洲鎌）
- 終点：宮古島市上野字上野屋原（国道390号）
- 総延長：4.83km（実延長も同じ）

### 通過自治体
- 宮古島市（宮古島）

### 交差・重複路線
- 国道390号（起点・終点）
- 沖縄県道235号保良上地線（宮古島市下地嘉手苅）
- 沖縄県道202号宮国線（宮古島市上野屋原宮国線(宮国方面)交点 - 終点）

## 歴史
- 1955年（昭和30年）に琉球政府道として指定。1972年（昭和47年）の本土復帰で県道となった。